# Callibryon undulatum
Callibryon undulatum là một loài rêu trong họ Polytrichaceae. Loài này được (Hedw.) Zenker & D. Dietr. mô tả khoa học đầu tiên năm 1822.